# 逸見啓
逸見 啓（へんみ あきら、1940年 - ）は日本の経済学者。阪南大学名誉教授。岡山県新見市出身。

## 略歴
1940年（昭和15年）岡山県新見市に生れる。地元の岡山県立新見高等学校を卒業し、大阪経済大学へ進学する。その後、1966年（昭和41年）同大学経済学部卒業する。同年、神戸商科大学（現：兵庫県立大学）大学院経営学研究科へ進学する。1968年（昭和43年）同大学院修士課程修了する。
大学院卒業後、静岡大学文学部の講師として勤務する。1972年（昭和47年）阪南大学経営情報学部の講師となる。その後、同学部教授を経て名誉教授となる。
また、ならコープの創立から理事として関わり、1994年に理事長に就任するなど様々な改革に取り組んだ。奈良県生活協同組合会長理事を経て、名誉会長をつとめる。

## 著書
- 任天堂・セガ エンターテインメント産業の躍進と大競争（1997年、大月書店）
- 三菱商事・三井物産 国際化時代を生き抜く総合商社（1991年、大月書店）